# كيري ستروغ
كيري أليسون ستروغ (من مواليد 19 نوفمبر 1977) هي لاعبة جمباز أمريكية من توسون، أريزونا. كانت عضوًا في فريق العظماء السبعة، فريق الجمباز الأمريكي للسيدات الذي مثل الولايات المتحدة في دورة الألعاب الأولمبية الصيفية 1996. قامت ستروغ بأداء القفزة التي ضمنت الميدالية الذهبية لفريق الولايات المتحدة على الرغم من إصابتها في الكاحل. كما فازت بثلاث ميداليات في بطولة العالم، جميعها في منافسات الفرق، حيث حصلت على الميداليتين الفضيتين في عامي 1991 و1994، وميدالية برونزية في عام 1995.
إلى جانب زميلها العداء الأوليمبي كارل لويس، تم تكريمها بجائزة الروح الأوليمبية في نفس العام من قبل اللجنة الأوليمبية الأمريكية لأدائها الشجاع. في سن الرابعة عشرة، كما كانت أصغر أمريكية تمثل الولايات المتحدة في الألعاب الأولمبية الصيفية 1992 في برشلونة. وكانت عضو ضمن فريق بطولة العال وحصلت على أكثر من ثلاثين ميدالية في المسابقات الدولية.
في عام 2000 تم إدخالها إلى قاعة المشاهير الرياضية اليهودية الدولية.

## روابط خارجية
- Official website
- Kerri Strug في قاعدة بيانات الأفلام على الإنترنت
- كيري ستروغ في اللجنة الأولمبية الدولية